# Турун угорський
Турун угорський (Carabus hungaricus) — вид комах з родини Carabidae. Знищує ряд шкідників польових культур.

## Морфологічні ознаки
Завдовжки 28–34 мм. Чорний, матовий. Тіло опукле. Надкрила з рядами ямок, трохи ширші за передньоспинку. Мандибули по внутрішньому краю рівні і тільки перед вершиною різко зігнуті.

## Поширення
Ареал виду простягається від Центральної Європи до західного Казахстану.
В Україні представлений одним ендемічним для країни підвидом C. h. gastridulus Fischer, 1823 (Крим) та підвидами C. h. scythus Motsch., 1847 (степова зона та крайній південь Лісостепу України, Молдова) і C. h. mingens (крайній схід Степу України, південь Росії, передгір'я Кавказу до Волги).

## Особливості біології
Цілинний степ, яйли Криму, нерозорані ділянки, балки, перелоги. Зоофаг широкого профілю. Одно- та дворічна генерація. Зимують дорослі жуки, рідше личинки старшого віку. Парування і відкладання яєць відбувається навесні. Молоді жуки з’являються в першій половині літа (з личинок, що перезимували) і на початку осені.

## Загрози та охорона
Вид занесений до Червоної книги України (охоронний статус: вразливий вид) та Директиви Європейського Союзу 92/43/ЄС «Про збереження природних оселищ та видів природної фауни і флори» (Додаток II. Види рослин і тварин, що становлять особливий інтерес для Європейського Союзу, збереження яких потребує створення територій особливої охорони. Додаток IV. Види рослин і тварин, що становлять особливий інтерес для Європейського Союзу, які потребують суворих заходів охорони). Занесений також до Червоних книг Молдови, Угорщини, Росії. 
Чисельність різко зменшується внаслідок розорювання цілинних степових ділянок. Охороняється в степових заповідниках України.